# Bibury Animation Studios
Bibury Animation Studios G.K. (яп. 合同会社バイブリーアニメーションスタジオ, Gōdō-gaisha Baiburī Animēshon Sutajio) — японська анімаційна студія, заснована 1 травня 2017 року.

## Історія
Bibury Animation Studios була заснована 1 травня 2017 року режисером анімації Мотокі "Теншо" Танака, який працював над Kin-iro Mosaic, серією Grisaia та Rewrite (анімаційною частиною візуального роману під час роботи в White Fox, а пізніше — аніме у 8-Bit). Перші два роки студія працювала виключно як субпідрядник, займаючись переважно проміжною та другою ключовою анімацією. У 2019 році студія випустила свою першу велику роботу — Grisaia: Phantom Trigger the Animation, зрежисовану засновником студії Теншьо (який раніше працював над іншими частинами серії), а того ж року випустила свій перший телевізійний серіал — Azur Lane: The Animation.
Вона має дочірню студію, Bibury Animation CG, яка надає послуги з 3DCG анімації та дизайну як аутсорсингова компанія для інших студій, включаючи саму Bibury.

## Праця

### Телесеріали
| Назва                                                                              | Режисер(и)     | Початок випуску | Кінець випуску  | Еп  | Нотатки                                                                              | Прм    |
| ---------------------------------------------------------------------------------- | -------------- | --------------- | --------------- | --- | ------------------------------------------------------------------------------------ | ------ |
| Azur Lane: The Animation                                                           | Теншо          | 3 жовтня 2019   | 20 березня 2020 | 12  | За мотивами відеогри, розробленої Шанхай Манджуу та Сямень Юнші.                     | [ 3 ]  |
| П'ять наречених-близнят 2                                                          | Каорі          | 8 січня 2021    | 26 березня 2021 | 12  | Продовження The Quintessential Quintuplets від Tezuka Productions.                   | [ 4 ]  |
| Black Rock Shooter: Dawn Fall                                                      | Теншо          | 3 квітня 2022   | 19 червня 2022  | 12  | За мотивами персонажів, створених Х'юком. Спільне виробництво з Bibury Animation CG. | [ 5 ]  |
| Prima Doll                                                                         | Теншо          | 9 липня 2022    | 24 вересня 2022 | 12  | За мотивами змішаного медіа-проекту Key.                                             | [ 6 ]  |
| Magical Destroyers                                                                 | Хіроші Ікехата | 8 квітня 2023   | 24 червня 2023  | 12  | Оригінальна робота Jun Inagawa.                                                      | [ 7 ]  |
| The 100 Girlfriends Who Really, Really, Really, Really, Really Love You            | Хікару Сато    | 8 жовтня 2023   | 24 грудня 2023  | 12  | За мотивами манґи Рікіто Накамури та Юкіко Нозави.                                   | [ 8 ]  |
| П'ять наречених-близнят                                                            | Масато Дзінбо  | 24 грудня 2024  | 24 грудня 2024  | 2   | Сиквел до The Quintessential Quintuplets Movie.                                      | [ 9 ]  |
| Grisaia: Phantom Trigger the Animation                                             | Косуке Мураяма | 2 січня 2025    | TBA             | TBA | За мотивами відеогри, розробленої Frontwing.                                         | [ 10 ] |
| The 100 Girlfriends Who Really, Really, Really, Really, Really Love You 2nd Season | Хікару Сато    | 12 січня 2025   | TBA             | TBA | Сиквел до The 100 Girlfriends Who Really, Really, Really, Really, Really Love You.   | [ 11 ] |
| Witch Watch                                                                        | Хіроші Ікехата | 6 квітня 2025   | TBA             | TBA | За мотивами манґи Kenta Shinohara.                                                   | [ 12 ] |

### Фільми
| Назва                                            | Режисери(и)    | Дата випуску      | Нотатки                                           | Прм    |
| ------------------------------------------------ | -------------- | ----------------- | ------------------------------------------------- | ------ |
| Grisaia: Phantom Trigger the Animation           | Теншо          | 15 березня 2019   | сиквел до The Eden of Grisaia.                    | [ 13 ] |
| Grisaia: Phantom Trigger the Animation Stargazer | Косуке Мураяма | 27 листопада 2020 | сиквел до Grisaia: Phantom Trigger the Animation. | [ 14 ] |
| The Quintessential Quintuplets Movie             | Масато Дзінбо  | 20 травня 2022    | сиквел до The Quintessential Quintuplets 2.       | [ 15 ] |

### Відеоігри
| РІк       | Назва          | Нотатки            | Прм.   |
| --------- | -------------- | ------------------ | ------ |
| 2018      | Summer Pockets | Анімація відкриття | [ 16 ] |
| 2023–2024 | Prima Doll     | Ілюстрації         | [ 17 ] |